# China State Bank
La China State Bank, Limited (chinois traditionnel : 國華商業銀行) était une banque Hongkongaise.

## Histoire
- 1928 : créée à Shanghai sous le nom Chinois 國華銀行.
- 1938 : création de la branche Hongkongaise.
- 1948 : changement de nom vers 國華商業銀行.
- 1980 : relocalisation du siège à Pékin
- 1989 : devient une filiale détenue à 100 % par le Bank of China Group[1].
- 2001 : fusionne pour former Bank of China (Hong Kong)[2].